# Östliche Bartagame
Die Östliche Bartagame (Pogona barbata) ist eine Echsenart aus der Gattung der Bartagamen (Pogona). Die Art kommt im Osten und Südosten Australiens von der Küste bis etwa 1000 km ins Landesinnere vor.

## Merkmale

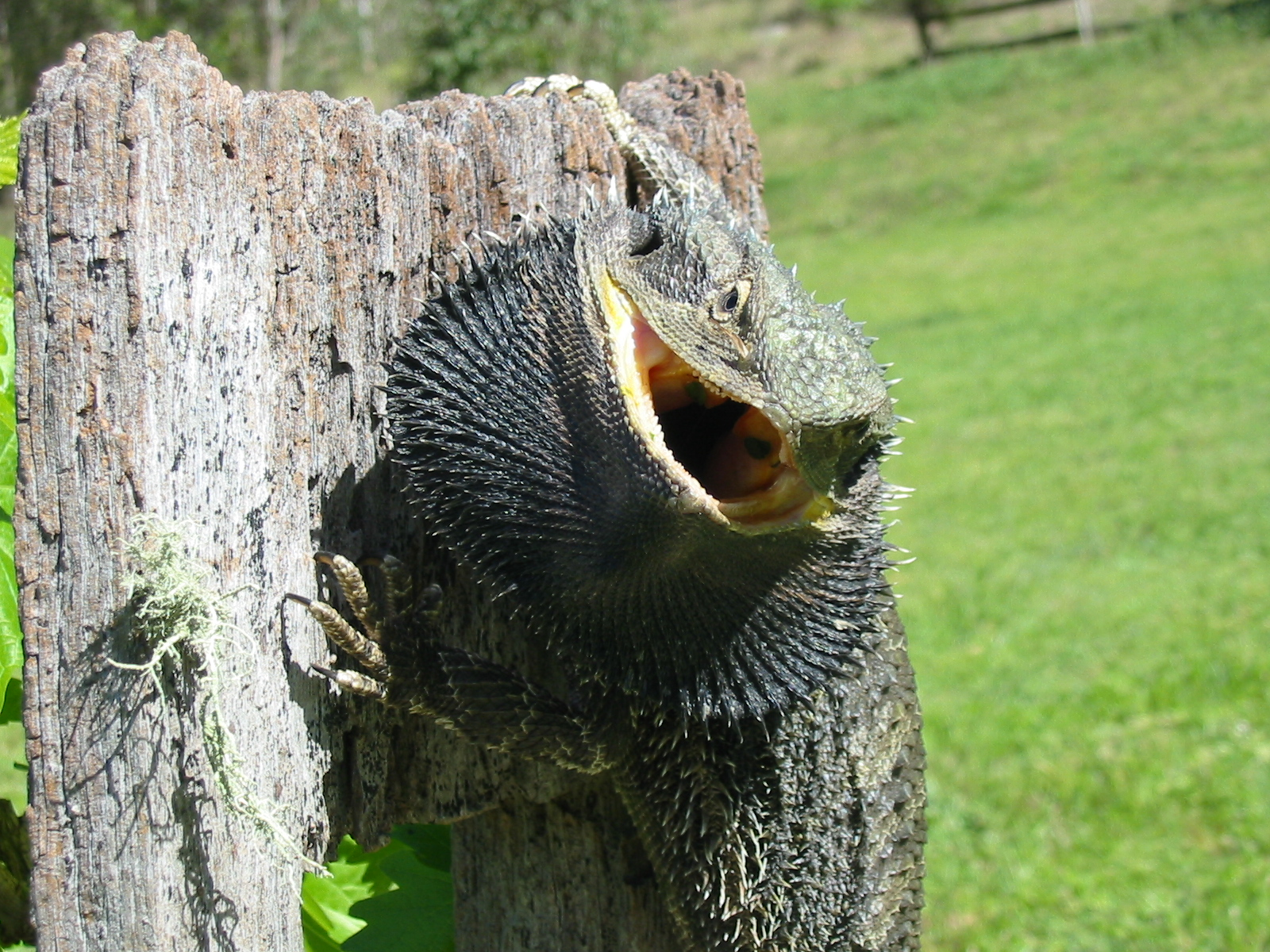
Drohende Östliche Bartagame mit gut sichtbarem gelben Maulinnerem

Östliche Bartagamen sind kräftig gebaute Echsen mit deutlich abgeflachtem Körper, relativ kurzen Beinen und einem von oben gesehen länglich-dreieckigen Kopf. Sie erreichen etwa 25 cm Kopf-Rumpf-Länge bei einer Gesamtlänge von bis zu 65, selten 75 cm. Ihre Grundfärbung ist meist grau, seltener auch rötlich-, gelblich- oder einfach braun. Die Färbung kann sich abhängig von der Stimmung und Körpertemperatur ändern. Eine helle, rautenförmige Musterung ist bei Jungtieren ausgeprägt, bei älteren Tieren dagegen blasser bis fehlend. Kehle und Schwanzspitze sind dunkelgrau bis schwarz, die Innenseite des Mauls meist leuchtend gelb. Am Hinterkopf, hinter dem Maul und in einem breiten Streifen an den Flanken befinden sich Reihen deutlich vergrößerter, stachelartiger Schuppen. Der „Bart“, ein Kehlsack mit deutlichen Stacheln am hinteren Ende, ist gut entwickelt. Die Schuppen am Körper sind ungleichförmig mit vorwiegend dachziegelartig angeordneten, schwach gekielten Schuppen und einzelnen, größeren, deutlich gekielten Schuppen dazwischen. Die Schuppen am Bauch sind ebenfalls gekielt.
Die Männchen sind etwas größer, haben einen breiteren Kopf, einen ausgeprägteren, dunkler gefärbten Bart und eine blassgrüne bis bläuliche Färbung des vorderen Kopfbereichs. Die Weibchen weisen häufig Bissmale von der Paarung am Hinterkopf auf.

## Verbreitung und Lebensraum

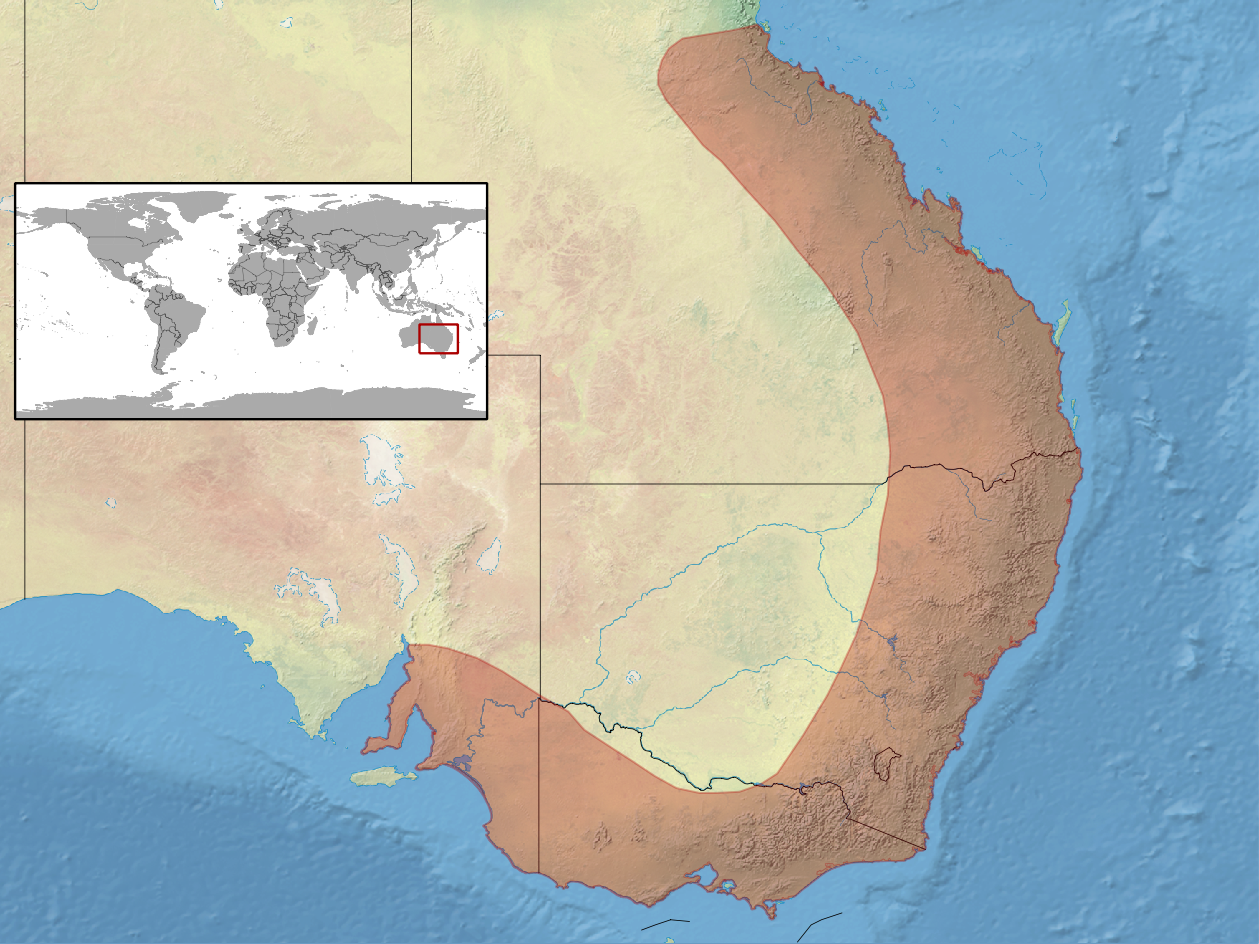
Verbreitungsgebiet

Die Art kommt im Osten und Südosten Australiens von der Küste bis etwa 1000 km ins Landesinnere vor. Das Verbreitungsgebiet reicht von Cairns im Bundesstaat Queensland im Nordosten bis zur südlichen Eyre-Halbinsel in South Australia unter Aussparung der kühleren Regionen im Südosten. Östliche Bartagamen bewohnen offenes Wald- und Buschland und häufig auch besiedelte Bereiche.

## Lebensweise
Als Nahrung dienen Insekten, Würmer, kleine Säugetiere und Pflanzen. Die Tiere sind sehr territorial, die Rangordnung ist weitgehend durch die Größe bestimmt. Es existieren über 70 bekannte Körperhaltungen, die dem Sonnenbaden und der Kommunikation zwischen Artgenossen dienen. Bedrohung versuchen Bartagamen meist durch Flucht oder Verstecken zu entgehen, sie können aber auch durch Abflachen des Körpers, Aufblasen des Bartes, Zischen, Zeigen des gelben Maulinneren und kurze Sprünge auf den Gegner zu drohen.
Die Fortpflanzungszeit liegt zwischen August und Dezember. Zur Paarung besteigt das Männchen das Weibchen und hält dieses durch Bisse in die Kehle und den Nacken in Position. Das Weibchen beendet die Paarung, indem es den Kopf fast senkrecht anhebt. Die Weibchen können im Abstand von etwa sechs Wochen bis zu drei, meist aber zwei, Gelege produzieren, die aus jeweils 15 bis 35 Eiern bestehen. Sie werden in feuchtem Sand vergraben und nicht bewacht.
Die Art zählt aufgrund ihrer Größe, ihrer auffälligen Ruheplätze und ihres häufigen Vorkommens im Siedlungsbereich zu den bekanntesten Reptilien Australiens.